# 로제타 (소프트웨어)
로제타(Rosetta)는 파워피씨 프로세서용으로 개발된 프로그램 실행 파일을 인텔 프로세서(인텔 코어 프로세서 혹은 인텔 코어 2 프로세서)용 이진(바이너리) 파일로 실행할 수 있도록 해주는 맥 OS X의 에뮬레이터이다.
로제타는 트랜시티브사의 퀵트랜짓(QuickTransit) 기술에 기반을 두고 있다. 로제타는 애플 사의 맥 OS X을 파워피씨 아키텍처에서 인텔 아키텍처로 옮기는 전략의 핵심 역할을 하고 있다. 다시 말해, 사용자가 이전의 플랫폼에서 작성한 프로그램을 번거로운 작업 없이 새 플랫폼에서 실행할 수 있도록 지원하고 있다.
인텔 맥에서 파워피씨 프로그램을 실행하면, 인텔 맥에서 인식할 수 있는 이진 파일이 아니므로, 로제타로 인텔 이진 파일로 전환해서 프로그램을 돌리는 방식을 쓰고 있다. 인텔 맥에서 이전에 쓰던 파워피씨용 프로그램을 사용할 수 있는 장점이 있는 반면, 로제타와 프로그램이 같이 실행되기 때문에, 프로그램의 전반적인 속도가 느리다는 단점도 있다. 로제타라는 이름은 이집트 상형문자를 해독하는 실마리가 된 로제타석에서 비롯되었다.

## 로제타 2
로제타 2는 인텔 프로세서에서 맥의 애플 실리콘으로의 전환을 지원하기 위해 macOS 빅서에 포함되어 있다. 로제타에서 사용 가능한 JIT 변환 지원 외에 로제타 2는 설치 시 응용 프로그램 변환 지원을 포함하고 있다.

## 같이 보기
- 유니버설 바이너리